# Ferdinand Thun
Ferdinand Thun-Hohenstein, také Ferdinand hrabě Thun a Hohenstein, (26. srpna 1921 v Děčíně – 11. listopadu 2022) byl německý diplomat.

## Život
V roce 1940 složil maturitní zkoušku na děčínském gymnáziu a hned po maturitě dobrovolně narukoval do Wehrmachtu. V německé armádě sloužil až do roku 1943, kdy upadl do sovětského zajetí. V roce 1948 byl ze zajetí propuštěn a po návratu vstoupil v roce 1949 do Národně-demokratické strany Německa. Studoval na Karl-Marx-Universität v Lipsku a na Německé akademii pro státní a právní vědy. Tuto školu dokončil v roce 1954.
Mezi lety 1949 až 1987 pracoval na ministerstvu zahraničních věcí NDR. V letech 1962–1968 vedl oddělení mezinárodních organizací ministerstva a v letech 1976–1982 byl vědeckým spolupracovníkem pro OSN. Zde byl zodpovědný za oblast kontroly zbrojení a odzbrojení.
V letech 1956–1961 a pak v letech 1969–1973 pracoval jako velvyslanecký rada na velvyslanectví v Sovětském svazu. Mezi roky 1973–1975 byl velvyslancem v Íránu.
Od roku 1982 do roku 1987 byl stálým delegátem NDR při UNESCO v Paříži.
Zemřel 11. listopadu 2022 a pohřben byl na hřbitově Berlín-Pankow III.